# Sarkantyús királygébics
A sarkantyús királygébics (Lessonia rufa) a madarak (Aves) osztályának verébalakúak (Passeriformes) rendjébe és a királygébicsfélék (Tyrannidae) családjába tartozó faj.

## Rendszerezése
A fajt Johann Friedrich Gmelin német természettudós írta le 1789-ben, az Alauda nembe Alauda rufa néven.

## Előfordulása
Az Antarktisz, Argentína, Bolívia, Brazília, Chile, a Falkland-szigetek, Paraguay és Uruguay területén honos. Természetes élőhelyei a szubtrópusi vagy trópusi füves puszták, tengerpartok, mocsarak, tavak, folyók és patakok környékén, valamint legelők. Vonuló faj.

## Megjelenése
Testhossza 11,5–12,5 centiméter.
|  |  |

## Életmódja
Kisebb rovarokkal táplálkozik.

## Természetvédelmi helyzete
Az elterjedési területe rendkívül nagy, egyedszáma pedig stabil. A Természetvédelmi Világszövetség Vörös listáján nem fenyegetett fajként szerepel.